# ریچل هانتر
ریچل هانتر (به انگلیسی: Rachel Hunter) (زاده ۸ سپتامبر ۱۹۶۹) مدل و بازیگر نیوزیلندی است.
از فیلم‌های معروف او می‌توان به بازی در فیلم ستاره راک و ال پادرینو اشاره کرد.